# Euspilotus turikensis
Euspilotus turikensis är en skalbaggsart som beskrevs av Kanaar 1993. Euspilotus turikensis ingår i släktet Euspilotus och familjen stumpbaggar. Inga underarter finns listade i Catalogue of Life.